# Stefan Zweig
Pour les articles homonymes, voir Zweig.
Stefan Zweig (/ˈʃtɛ.fan t͡svaɪ̯k/), né le 28 novembre 1881 à Vienne en Autriche-Hongrie et mort le 22 février 1942 à Petrópolis au Brésil, est un écrivain, dramaturge, journaliste et biographe autrichien.
Ami de Sigmund Freud, Arthur Schnitzler, Romain Rolland, Richard Strauss, Émile Verhaeren, Stefan Zweig a fait partie de l'intelligentsia viennoise. Il quitte son pays natal en 1934, en raison de la montée du nazisme et de ses origines juives, pour se réfugier à Londres, puis au Brésil où il se suicidera avec sa femme Lotte. Son œuvre est constituée essentiellement de biographies (Joseph Fouché, Marie-Antoinette, Marie Stuart), mais aussi de romans et de nouvelles (Amok, La Pitié dangereuse, La Confusion des sentiments, Le Joueur d'échecs). Dans son livre testament, Le Monde d'hier. Souvenirs d'un Européen, Zweig se fait chroniqueur de l'« âge d'or » de l'Europe et analyse ce qu'il considère comme l'échec d'une civilisation.

## Biographie

### La lente maturation d'un écrivain: 1881-1904
Stefan Zweig est le fils de Moritz Zweig, né en 1845 d'une famille juive originaire de la Moravie, d'abord marchand avant de fonder, à l'âge de trente ans, une petite tisseranderie, dans le nord de la Bohême, et de faire fortune comme fabricant de tissus. Moritz Zweig épouse Ida Brettauer, née en 1854, fille d'un banquier récemment installé à Vienne après avoir fait ses débuts à Ancône. Stefan Zweig naît le 28 novembre 1881 à Vienne. Avec son frère aîné, Alfred, il complète une famille qui « a voulu réussir son intégration et tenu à donner une éducation laïque ». À l'exemple de ses parents, il ne parle pas le yiddish, ne fréquente pas la synagogue, ne pratique pas ses traditions culturelles, et l'auteur n'aime pas s'entendre rappeler qu'il est juif.
Zweig est élevé à Vienne, sur le Ring, dans une atmosphère bourgeoise et conformiste, caractéristique du règne de l'empereur François-Joseph. Inscrit en 1887 au Maximilian Gymnasium (actuel Gymnasium Wasagasse (de)), il y subit un enseignement scolaire extrêmement rigide et autoritaire, « comme un bagne ». Il réussit à obtenir son baccalauréat en juillet 1900, avec mentions en allemand, physique et histoire. À l'université de Vienne, il s'inscrit en philosophie et en histoire de la littérature, étudie la romanistique et la germanistique. À Vienne, il est associé au mouvement d'avant-garde Jeune Vienne.

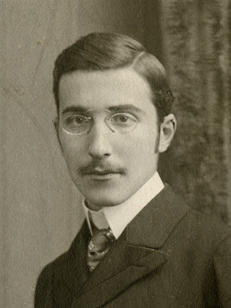
Stefan Zweig à Vienne, vers 1900.

À dix-neuf ans il quitte le foyer familial pour une chambre d'étudiant. Il s'intéresse aux poètes, en particulier Rainer Maria Rilke et Hugo von Hofmannsthal, déjà adulés en dépit de leur jeune âge. Zweig s'essaie lui-même à l'écriture, qui l'attire de plus en plus. Il compose plusieurs poèmes, dont une cinquantaine sont réunis dans un recueil, Les Cordes d'argent, publié en 1901. Même s'il renie ensuite cette première publication, elle lui attire un succès d'estime. Outre ces poèmes, il écrit également de courts récits, dont Dans la neige (Im Schnee), qui paraît également en 1901, dans le journal viennois sioniste Die Welt (de).
« Ma mère et mon père étaient juifs par le hasard de leur naissance. » Ses premiers essais, sous forme de feuilleton, au « rez-de-chaussée » des journaux, sont publiés dans Die Neue Freie Presse, dont le rédacteur littéraire est Theodor Herzl, fondateur du mouvement sioniste. Toutefois, Zweig ne sera pas attiré par le sionisme, et ce n'est que tardivement qu'il rend hommage à cet homme engagé. Une publication qui incite ses parents à accepter sa carrière d'écrivain.

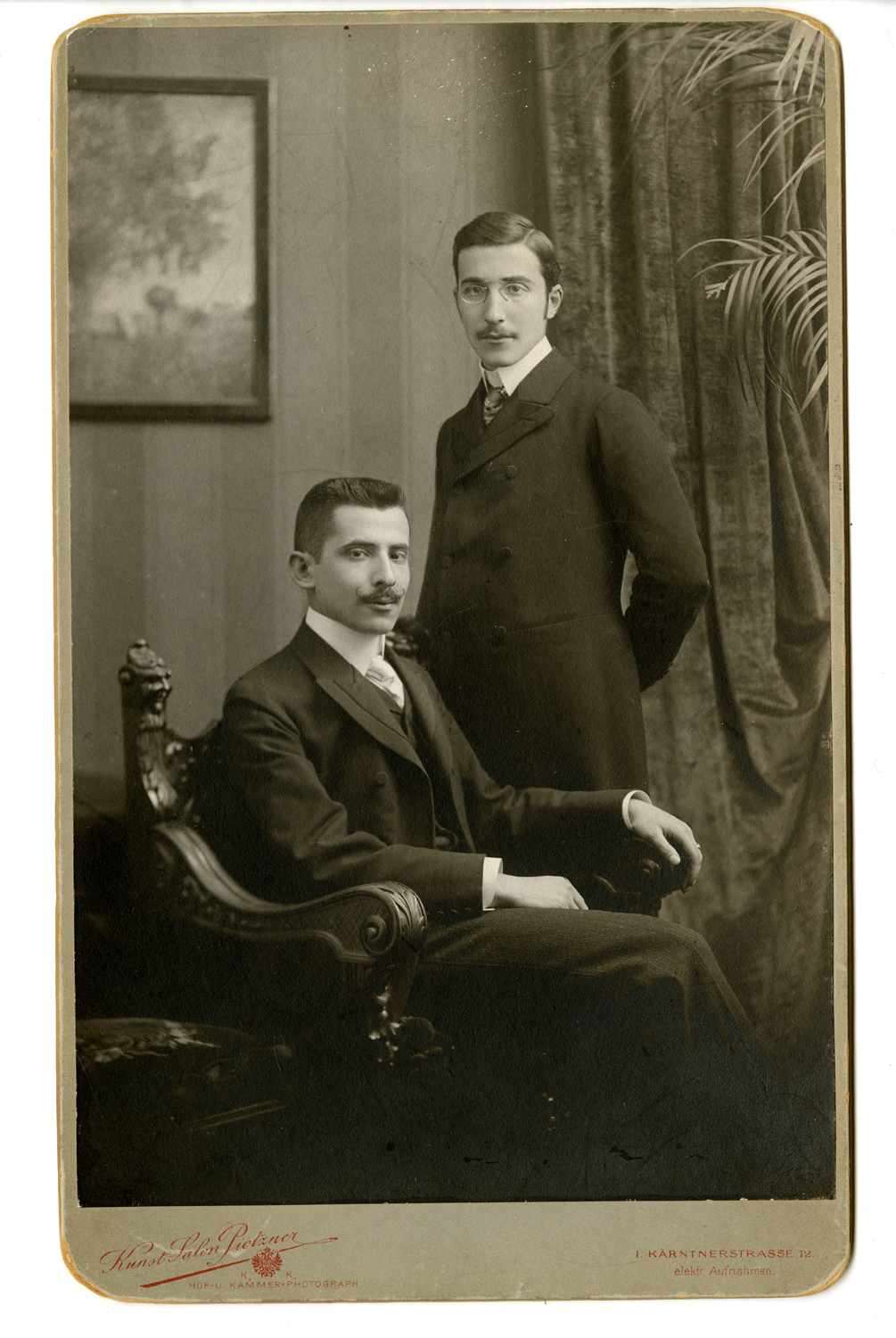
Stefan Zweig (debout) et son frère Alfred, vers 1900.

Encouragé par ces premiers succès, mais doutant encore de son talent, Zweig séjourne à Berlin. Il y découvre une autre avant-garde : les romans de Fiodor Dostoïevski et la peinture d'Edvard Munch. Il fréquente de nombreux cercles, rencontre Rudolph Steiner ; en Belgique il voit Charles Van der Stappen, Émile Verhaeren, Ellen Key, avant de rencontrer Giovanni Cena (it) en Italie et de se lier d'amitié avec Johan Bojer. À son retour à Vienne, il défend sa thèse sur Hippolyte Taine, philosophe et historien français (printemps 1904), qui lui confère le titre de docteur en philosophie.

### Les rencontres décisives et l'écriture: 1904-1914
Avant la Première Guerre mondiale, porté par sa curiosité, il fait de nombreux voyages (Wanderjahre) : il parcourt l'Europe, effectue de longs séjours à Berlin, Paris, Bruxelles et Londres, et en 1910, sur un conseil de Walther Rathenau, se rend en Inde, puis aux États-Unis et au Canada en 1911. Plusieurs chroniques publiées dans le Frankfurter Zeitung en témoignent, dont une, intitulée « Chez les Français du Canada » et qui relate un passage méconnu de Stefan Zweig au Québec. Dans son journal, il se plaint de cette « inquiétude intérieure déjà intolérable » qui ne le laisse jamais en paix et justifie son goût des départs. Zweig voyage autant pour connaître et apprendre que pour se fuir lui-même, dans le mirage des changements d'horizon.

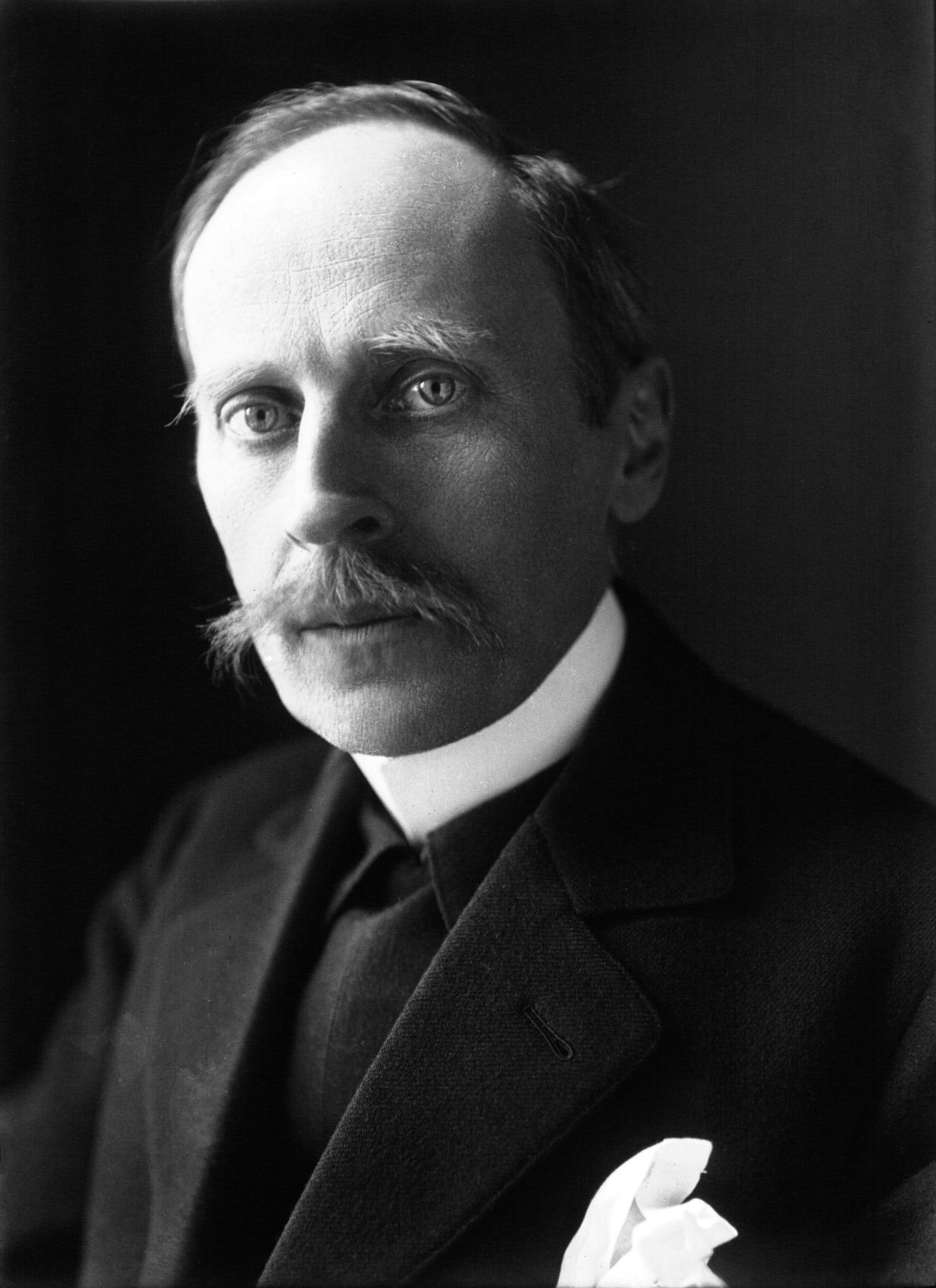
Romain Rolland en 1914.

Ses nombreux voyages ne l'empêchent pas de poursuivre ses activités d'écrivain. Un recueil de nouvelles est publié en 1904, et de traductions, notamment de Verlaine, qu'il admire passionnément. Il traduit également le poète Émile Verhaeren, qu'il a rencontré à Bruxelles et dont la vitalité, à l'opposé de l'atmosphère engoncée de Vienne, influence durablement le jeune Zweig.
Après une tentative dans le domaine du théâtre, avec sa pièce Thersite, dont le personnage éponyme est une sorte d'antihéros de la guerre de Troie, Zweig rencontre en février 1910 l'écrivain français Romain Rolland dont il partage les idéaux paneuropéens et l'esprit de tolérance, à l'opposé des visions nationalistes étriquées et revanchardes. Zweig et Rolland deviennent des amis proches, unis par leurs intuitions sur l'Europe et la culture. Le jeune Stefan Zweig a d'emblée été conquis par l'œuvre de Romain Rolland et plus encore par l'homme. Il a été séduit par sa connaissance de la culture allemande, mais aussi par son humanisme, son pacifisme, qui lui semblent représenter une synthèse entre leurs deux cultures. Ils s'écrivent beaucoup : on a retrouvé 520 lettres de Stefan Zweig à Romain Rolland et 277 lettres de Romain Rolland à Stefan Zweig.
Le 22 décembre 1912, quand Romain Rolland fait paraître Jean-Christophe, Stefan Zweig publie un article dans le Berliner Tageblatt : « Jean-Christophe est un événement éthique plus encore que littéraire. » Entre ces deux hommes, c'est l'histoire d'une grande amitié, qui commence par une relation de maître à disciple. Stefan Zweig fait connaître Romain Rolland en Allemagne, travaillant inlassablement à sa renommée.
À trente ans, en 1911, Zweig connaît une première idylle, en la personne de Friderike Maria Burger (1882-1971), déjà mariée et mère de deux filles. Durant les années qui suivent, les deux amants se voient régulièrement, et coulent des jours paisibles.
Zweig poursuit ses voyages et entame un ouvrage sur Dostoïevski.

### Zweig pendant la guerre: 1914-1916
Le 28 juin 1914, l'assassinat de l'archiduc héritier François-Ferdinand plonge l'Europe dans la guerre. Zweig revient à Vienne et cède durant une brève période à l'élan patriotique. Il rédige des articles dans lesquels il prend parti pour l'esprit allemand[réf. nécessaire], avant de retrouver bientôt la voie de ses idéaux de fraternité et d'universalité. Romain Rolland et Stefan Zweig sont atterrés par la guerre qui commence, et le 3 août 1914 Romain Rolland écrit : « Je suis accablé. Je voudrais être mort. Il est horrible de vivre au milieu de cette humanité démente et d'assister, impuissant, à la faillite de la civilisation. ». Mais, contrairement à Stefan Zweig[réf. nécessaire], il se reprend vite, et publie en 1915 Au-dessus de la mêlée. C'est l'opiniâtreté de Romain Rolland dans sa lutte contre la guerre qui sauve Stefan Zweig de la dépression et fait qu'il admire de plus en plus celui qu'il considère comme son maître.
Jugé inapte au front, Zweig est enrôlé dans les services des archives militaires. Il y apprend les nouvelles du front, les morts par milliers et les villages anéantis. Quelques rares voix s'élèvent pour appeler à la raison et au dépôt des armes, telle celle du pape Benoît XV. Elles sont mal reçues. Plusieurs de ses anciens amis, dont Zweig est maintenant coupé, entretiennent le feu. Même Émile Verhaeren, que Zweig admirait tant, publie des textes remplis de haine et de vengeance.
Envoyé sur le front polonais pour collecter des documents d'archives, Zweig a l'occasion de constater concrètement ce que la guerre entraîne de souffrances et de ruines. Les scènes déchirantes dont il est témoin renforcent sa conviction que la défaite et la paix vaudraient mieux que la poursuite de ce conflit insensé. Il prend également conscience du sort que subissent nombre de juifs, confinés dans des ghettos.
À cette période, encouragé par son ami Léon Bazalgette, son style perd en ésotérisme, pour gagner en réalisme.

### Les succès littéraires: 1916-1934
De retour en Autriche, Zweig quitte Vienne et s'installe en compagnie de Friderike à Kalksburg. Plus éloigné des rumeurs de la guerre, il est en mesure de terminer sa pièce de théâtre Jérémie (1916), où il laisse entrevoir la possibilité d'une défaite de l'Autriche. L'ouvrage lui donne l'occasion d'aller en Suisse en 1917, pour assister aux répétitions lors de sa création à Zurich. Il en profite pour rencontrer nombre de pacifistes, en particulier son ami Romain Rolland à Genève. Ils somment les intellectuels du monde entier de se joindre à eux dans un pacifisme actif — qui a été décisif dans l'attribution du prix Nobel de littérature 1915 à Romain Rolland. Zweig reste pacifiste toute sa vie et préconise l'unification de l'Europe.
L'armistice est signé en 1918. En mars 1919, Zweig, en compagnie de Friderike et de ses filles, peut enfin revenir en Autriche et s'installe à Salzbourg, déterminé à « travailler davantage » et à laisser derrière lui les regrets inutiles.
Il épouse Friderike Maria Burger en 1920.
Les années 1920 voient effectivement Zweig se consacrer à une production abondante : ce sont Trois maîtres (Balzac, Dickens, Dostoïevski), Le Combat avec le démon (sur Kleist, Hölderlin et Nietzsche), et enfin Trois poètes de leur vie (essais sur Stendhal, Casanova et Tolstoï) ; vient plus tard La Guérison par l'esprit (sur Freud — à qui il fait lire ses nouvelles avant parution, et dont il rédige en 1939 l'oraison funèbre —, Franz-Anton Mesmer et Mary Baker Eddy). Polyglotte accompli, Zweig traduit de nombreuses œuvres, de Charles Baudelaire, Arthur Rimbaud, Paul Verlaine, John Keats.
Il fait représenter le Théâtre de la Révolution de Romain Rolland ; et celui-ci lui dédie la pièce qu'il termine en 1924 intitulée Le Jeu de l'amour et de la mort avec ces mots : « À Stefan Zweig je dédie affectueusement ce drame, qui lui doit d'être écrit ». Durant cette période, ils se voient souvent, chaque fois qu'ils en ont l'occasion : en 1922, Stefan Zweig est à Paris, et l'année suivante c'est Romain Rolland qui passe deux semaines à Salzbourg, au Kapuzinerberg ; en 1924, ils sont à Vienne pour le soixantième anniversaire de Richard Strauss : le 14 février, Stefan Zweig présente son ami à Sigmund Freud, qu'il désirait rencontrer depuis longtemps ; en 1925, ils se retrouvent à Halle pour le festival Haendel, puis ils partent pour Weimar visiter la maison de Goethe et consulter les archives de Nietzsche. En 1926, pour les soixante ans de Romain Rolland, paraît son livre jubilaire, conçu en grande partie par Stefan Zweig, qui donne dans toute l'Allemagne de nombreuses conférences sur l'œuvre de son ami à propos de qui il a cette phrase magnifique : « La conscience parlante de l'Europe est aussi notre conscience. » En 1927, ils célèbrent ensemble à Vienne le centenaire de la mort de Beethoven, et c'est à l'initiative de Stefan Zweig que Romain Rolland fait partie des personnalités invitées aux festivités et que ses articles et son hommage à Beethoven paraissent dans nombre de journaux.

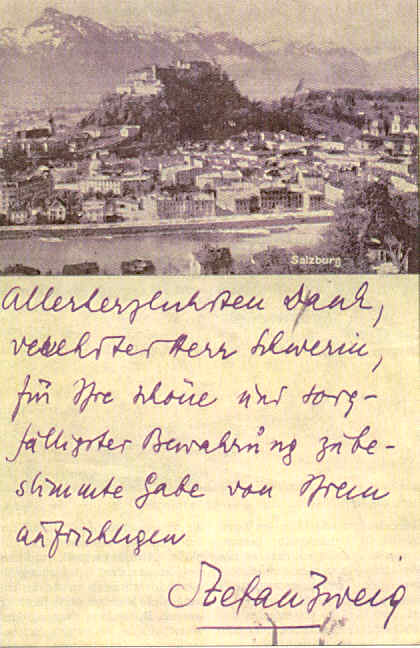
Carte postale expédiée de Salzbourg par Stefan Zweig (1927).

Zweig parcourt l'Europe, donne de multiples conférences, rencontre des écrivains, des artistes, et tous ses vieux amis dont la guerre l'avait séparé. Fidèle à ses idéaux pacifistes, il invite les pays à fraterniser entre eux plutôt que de nourrir les antagonismes et les conflits. Il prêche pour une Europe unie, conviction qu'il défend jusqu'à la fin de sa vie.
Ces activités apportent à Zweig la célébrité, qui commence avec sa nouvelle Amok, publiée en 1922. Dès lors, tous ses ouvrages sont des succès de librairie. Sa notoriété grandit et le met à l'abri des soucis financiers dans les difficiles années d'après-guerre. En contrepartie, nourrie par les traductions en plusieurs langues, elle entraîne son lot de sollicitations et d'engagements. Zweig s'épuise dans d'interminables tournées. Il ne trouve le repos que dans l'isolement de sa villa à Salzbourg, auprès de Friderike. Là, il reçoit ses amis, écrivains, musiciens et penseurs, d'où qu'ils viennent. Il tisse des liens avec de jeunes auteurs qui lui sont reconnaissants de l'aide et des encouragements qu'il leur a apportés.
En 1925, Zweig remanie la pièce Volpone de Ben Jonson. Cette pièce, traduite dans plusieurs langues, reçoit un accueil enthousiaste et contribue encore à sa renommée.
Zweig ne délaisse pas pour autant ses biographies. Il consacre en 1929 un ouvrage à l'homme politique français Joseph Fouché, qui, en son temps, préfigurait déjà les jeux de coulisse que Zweig pressent dans les États européens. Les biographies, pour Zweig, sont l'occasion d'éclairer le présent à la lueur des agissements passés. Elles mettent en lumière toute l'incapacité apparente des hommes à apprendre de leurs erreurs, particulièrement en cette époque où apparaissent déjà les premiers signes avant-coureurs des nouvelles catastrophes à venir.
Zweig reconnaît sa dette envers Freud et lui exprime sa gratitude, notamment dans une lettre datée du 8 septembre 1926. Il lui confie que la psychologie est « la grande affaire de [sa] vie », et que l'influence du psychanalyste a été fondamentale car il a appris « le courage » à des écrivains tels que Proust, D. H. Lawrence, James Joyce en levant leurs inhibitions : « Grâce à vous, » lui dit-il, « nous voyons beaucoup de choses. – Grâce à vous, nous disons beaucoup de choses qui, sinon, n'auraient été ni vues ni dites. » Il ajoute que l'autobiographie en particulier a gagné en clarté et en audace.
Parallèlement à sa carrière d'écrivain, Zweig consacre une grande part de son temps et de ses revenus à sa collection de manuscrits, de partitions et d'autographes. Elle constitue un véritable trésor, assemblée comme une œuvre d'art, où on retrouve notamment une page des Carnets de Léonard de Vinci, un manuscrit de Nietzsche, le dernier poème manuscrit de Goethe, des partitions de Brahms et de Beethoven. Cette collection inestimable sera confisquée par les nazis, dispersée et en grande partie détruite. Elle lui a toutefois inspiré quelques textes, dont La Collection invisible.
À l'aube de la cinquantaine, Zweig subit l'usure du couple avec Friderike. Il entreprend un ouvrage sur Marie-Antoinette d'Autriche, où il explore le thème des êtres frappés par la tragédie qui savent trouver dans le malheur une forme de rédemption et de dignité. L'ouvrage connaît un grand succès, tout juste avant la prise du pouvoir par les nazis en 1933.

### La montée du nazisme: 1933-1934

Photographie de Stefan Zweig dans le Correio da Manhã.

L'arrivée au pouvoir en 1933 d'Adolf Hitler vient bouleverser la vie de Zweig. Cette année charnière voit l'exil forcé d'un grand nombre des amis allemands de Zweig. Lui-même juif, il suit avec effarement les troubles qui agitent le pays voisin. Il hésite à prendre position, voulant comme toujours se situer en dehors des choix politiques qui conduisent trop souvent à l'affrontement. Il est soutenu par le compositeur Richard Strauss qui lui commande le livret de son opéra Die schweigsame Frau (La Femme silencieuse) et qui refuse de retirer le nom de Zweig de l'affiche de la première à Dresde. Finalement Zweig se sent mal à l'aise avec Strauss qui ne prend pas ouvertement position contre le régime. L'opéra ne sera d'ailleurs présenté que trois fois, jugé comme une « œuvre juive ». Zweig suscite également la colère des nazis lorsque l'une de ses nouvelles, Brûlant secret (Brennendes Geheimnis), publiée en 1911), est adaptée au cinéma en 1933 par Robert Siodmak sous le titre Das brennende Geheimnis. Un autodafé a lieu à Berlin dont ses œuvres sont aussi victimes.
De son côté, Zweig s'intéresse ensuite à Érasme, en qui il voit un modèle humaniste proche de ses conceptions. La neutralité de Zweig est cependant bientôt mise à mal, lorsque l'Autriche, à son tour, succombe à la répression politique. Des partisans de la Ligue républicaine sont mitraillés dans les banlieues ouvrières. Zweig, lui-même, est l'objet d'une perquisition de la police du régime austrofasciste qui a finalement raison de toutes ses hésitations. Il fait aussitôt ses valises et décide de quitter le pays, en février 1934, persuadé, à juste titre et contre l'avis des siens, que le bruit des bottes ne va qu'en augmentant. Son rêve de paix s'évanouit.

### Les années d'exil: Londres 1934-1940
Réfugié à Londres, Zweig entreprend une biographie de Marie Stuart. Le personnage l'intéresse, au même titre que Marie-Antoinette, dans la mesure où leurs deux destins illustrent le côté impitoyable de la politique que Zweig a en aversion. Il entame également une liaison avec Lotte (Charlotte Elisabeth Altmann) (1908-1942), sa secrétaire, tandis que Friderike refuse de le rejoindre à Londres, jugeant non fondées les appréhensions de son époux. Elle et bien des amis, aveugles aux nuages toujours plus sombres qui s'accumulent au-dessus de l'Europe, lui reprochent d'agir en prophète de malheur.
Zweig persiste dans ses craintes et ses intuitions. Il refuse de choisir son camp, comme Érasme en son temps, privilégiant la neutralité et la conscience individuelle à l'alignement sur un courant politique. Cette attitude prudente éloigne ses vieux amis, dont l'écrivain Joseph Roth et Romain Rolland, qui a épousé la cause du marxisme-léninisme.

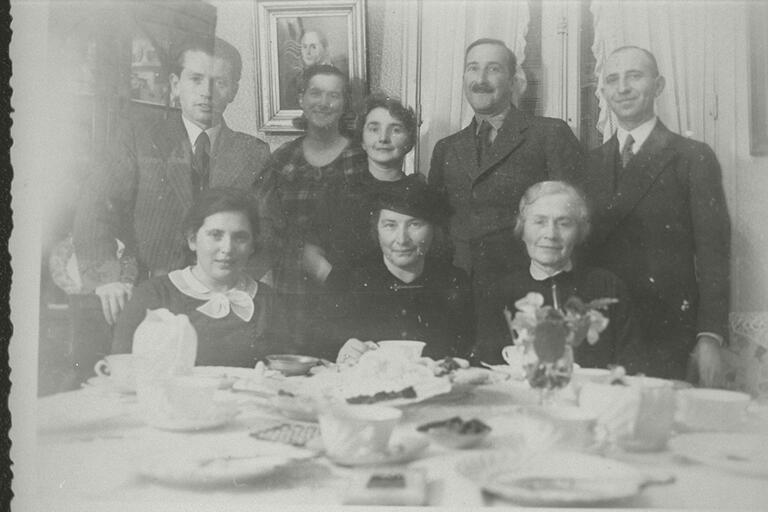
Stefan et Friderike Zweig chez Henry et Grete Joske, à Vence, en 1937.

#### Voyage au Brésil: 1936
En 1936 éclate la guerre d'Espagne. Zweig accepte alors l'invitation de se rendre au Brésil, laissant derrière lui une Europe divisée et troublée. Précédé par sa célébrité, Zweig y est accueilli avec les honneurs. Lui-même est subjugué par la beauté de Rio de Janeiro et loge un temps au Copacabana Palace.
Il y entreprend la rédaction d'une nouvelle biographie consacrée à l'explorateur Magellan en qui il voit un héros obscur, comme il les affectionne, demeuré fidèle à lui-même en dépit des embûches. Il termine l'ouvrage tant bien que mal, en proie à des tourments qui présentent tous les aspects de la dépression.

#### Naturalisation britannique
De retour à Londres, Zweig suit l'actualité autrichienne de près. Ce qu'il appréhende depuis des années finit par se réaliser. Le 12 mars 1938, Adolf Hitler traverse la frontière et proclame l'annexion de l'Autriche. Zweig se voit ainsi dépossédé de sa nationalité autrichienne et devient un réfugié politique. Désireux d'échapper aux brimades réservées aux expatriés, et considéré comme ennemi quand la guerre éclate, Zweig demande, puis reçoit enfin son certificat de naturalisation britannique. Entre-temps, il a rompu avec Friderike et a épousé Lotte. C'est avec elle qu'il quitte l'Angleterre durant l'été 1940, juste avant le début des bombardements allemands sur Londres. Zweig cède de plus en plus au désespoir.
Comme pour compenser sa condition d'expatrié, il se plonge dans le travail. Avant de partir, il laisse un roman La Pitié dangereuse, paru en 1939. Il abandonne d'ailleurs derrière lui notes et manuscrits inachevés. Sa première escale est à New York, où sa condition d'Allemand lui attire l'hostilité. Il part pour le Brésil, pays qui lui avait fait forte impression et où il avait été bien reçu. Il est toujours accompagné de Lotte, dont la santé fragile commence à peser sur le couple.

### Les années d'exil: le Brésil 1940-1942

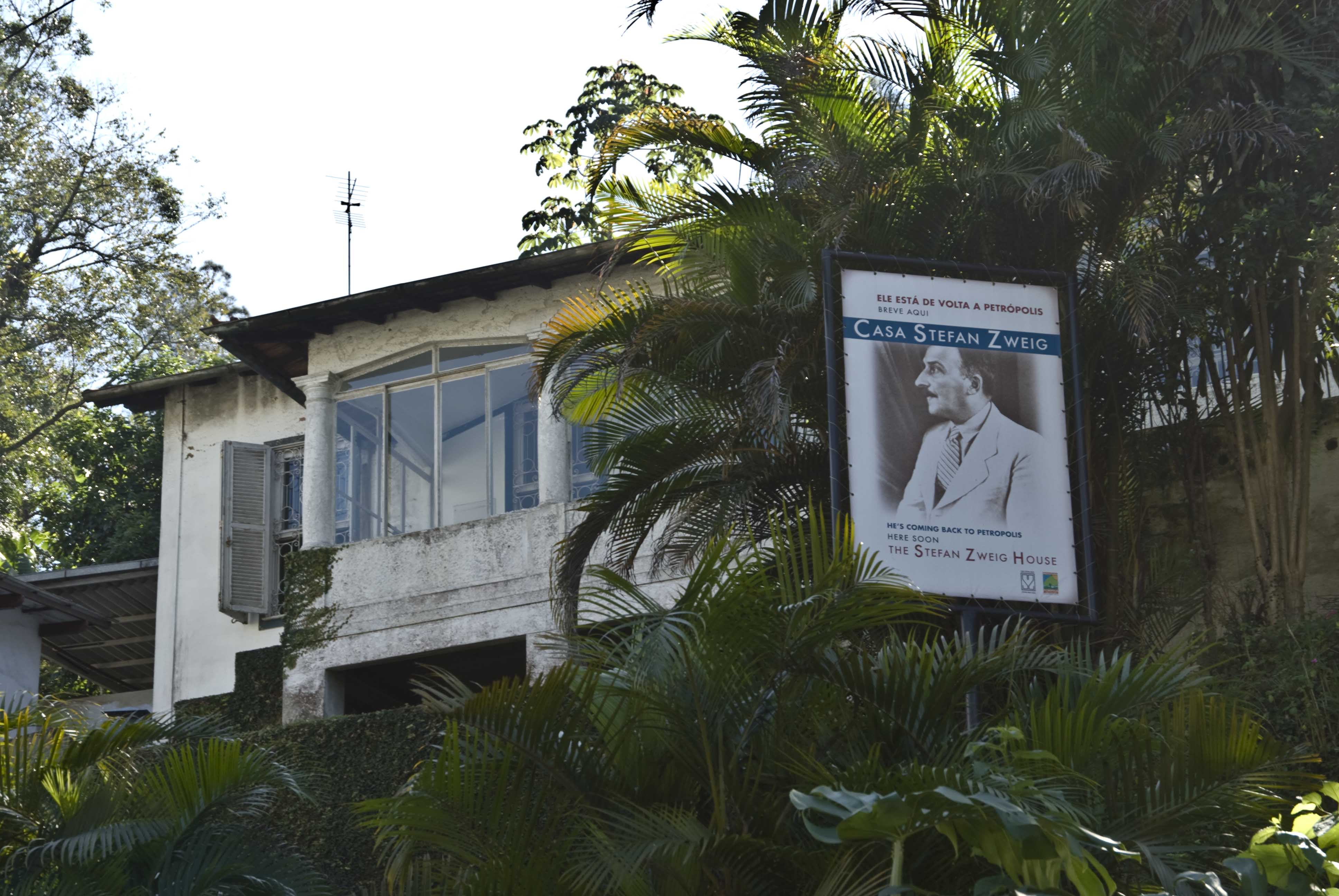
La maison de Stefan Zweig à Petrópolis.

Installé à Rio de Janeiro, Zweig parcourt le continent. Il se rend en Argentine et en Uruguay, pour une série de conférences, retourne ensuite à New York en mars 1941, pour la dernière fois. Il y revoit Friderike, qui a réussi à émigrer aux États-Unis. Zweig demeure quelques mois là-bas, et fréquente ses vieux amis, expatriés comme lui. Le 15 mai, il prononce sa dernière conférence. Désespéré et honteux du tort que cause l'Allemagne, il réitère néanmoins sa confiance en l'homme, mais on le sent alors très désabusé. De retour au Brésil durant l'été, il entreprend la rédaction de ses mémoires. Ce texte, dont il expédie le manuscrit à son éditeur la veille de son suicide, sera publié deux ans après sa mort sous le titre Le Monde d'hier. Souvenirs d'un Européen, et constitue un véritable hymne à la culture européenne que Zweig considérait alors comme perdue. Il revient sur les principales étapes de son existence, marquant de son témoignage un monde en destruction, comme s'il souhaitait qu'une trace de ce monde d'hier qu'il chérissait fût conservée. Il déménage ensuite à Petrópolis, où il fête le 28 novembre, loin de ses amis et des honneurs, son soixantième anniversaire.

« Né en 1881 dans un grand et puissant empire […], il m'a fallu le quitter comme un criminel. Mon œuvre littéraire, dans sa langue originale, a été réduite en cendres. Étranger partout, l'Europe est perdue pour moi… J'ai été le témoin de la plus effroyable défaite de la raison […]. Cette pestilence des pestilences, le nationalisme, a empoisonné la fleur de notre culture européenne. »

— Stefan Zweig, Le Monde d'hier. Souvenirs d'un Européen.

#### Suicide: 22 février 1942
Avec l'entrée en guerre des États-Unis en décembre 1941, Zweig perd de plus en plus espoir. Il n'en continue pas moins son œuvre, dont Le Joueur d'échecs, bref roman qui sera publié à titre posthume, et qui met précisément en scène un exilé autrichien que les méthodes d'enfermement et d'interrogatoire pratiquées par les nazis avaient poussé au bord de la folie. Au mois de février, en plein carnaval à Rio, il apprend la chute de Singapour, principale base militaire britannique en Extrême-Orient.
Hanté par l'inéluctabilité de la vieillesse, ne supportant plus l'asthme sévère de Lotte, et moralement détruit par la guerre mondiale en cours, il décide qu'il ne peut plus continuer à assister ainsi, sans recours, à l'agonie du monde. Il se rend à Barbacena, rend visite à l'écrivain Georges Bernanos, qui tente en vain de lui faire reprendre espoir.
Le 22 février 1942, après avoir fait ses adieux et laissé ses affaires en ordre (il laisse un mot concernant son chien, qu'il confie à des amis), Stefan Zweig met fin à ses jours en s'empoisonnant au Véronal (un barbiturique), en compagnie de Lotte qui refuse de survivre à son compagnon.
Lettre d'adieu :
« Avant de quitter la vie de ma propre volonté et avec ma lucidité, j’éprouve le besoin de remplir un dernier devoir : adresser de profonds remerciements au Brésil, ce merveilleux pays qui m’a procuré, ainsi qu’à mon travail, un repos si amical et si hospitalier. De jour en jour, j’ai appris à l’aimer davantage et nulle part ailleurs je n’aurais préféré édifier une nouvelle existence, maintenant que le monde de mon langage a disparu pour moi et que ma patrie spirituelle, l’Europe, s’est détruite elle-même.

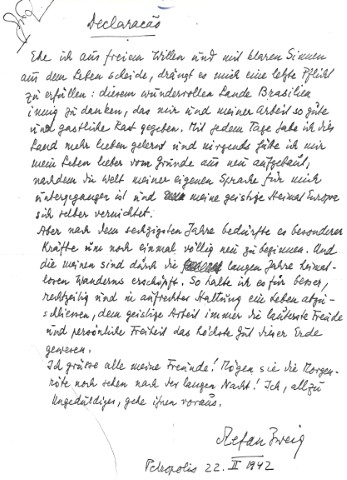
Lettre d'adieu de Stefan Zweig, Petrópolis, 22 février 1942.

Mais à soixante ans passés il faudrait avoir des forces particulières pour recommencer sa vie de fond en comble. Et les miennes sont épuisées par les longues années d’errance. Aussi, je pense qu’il vaut mieux mettre fin à temps, et la tête haute, à une existence où le travail intellectuel a toujours été la joie la plus pure et la liberté individuelle le bien suprême de ce monde.

Je salue tous mes amis. Puissent-ils voir encore l’aurore après la longue nuit ! Moi je suis trop impatient, je pars avant eux. »
— Stefan Zweig, Pétropolis, 22-2-42
Contrairement à ses vœux, il a droit à des funérailles nationales lors de son enterrement à Petrópolis.

### Adaptations biographiques à l'écran

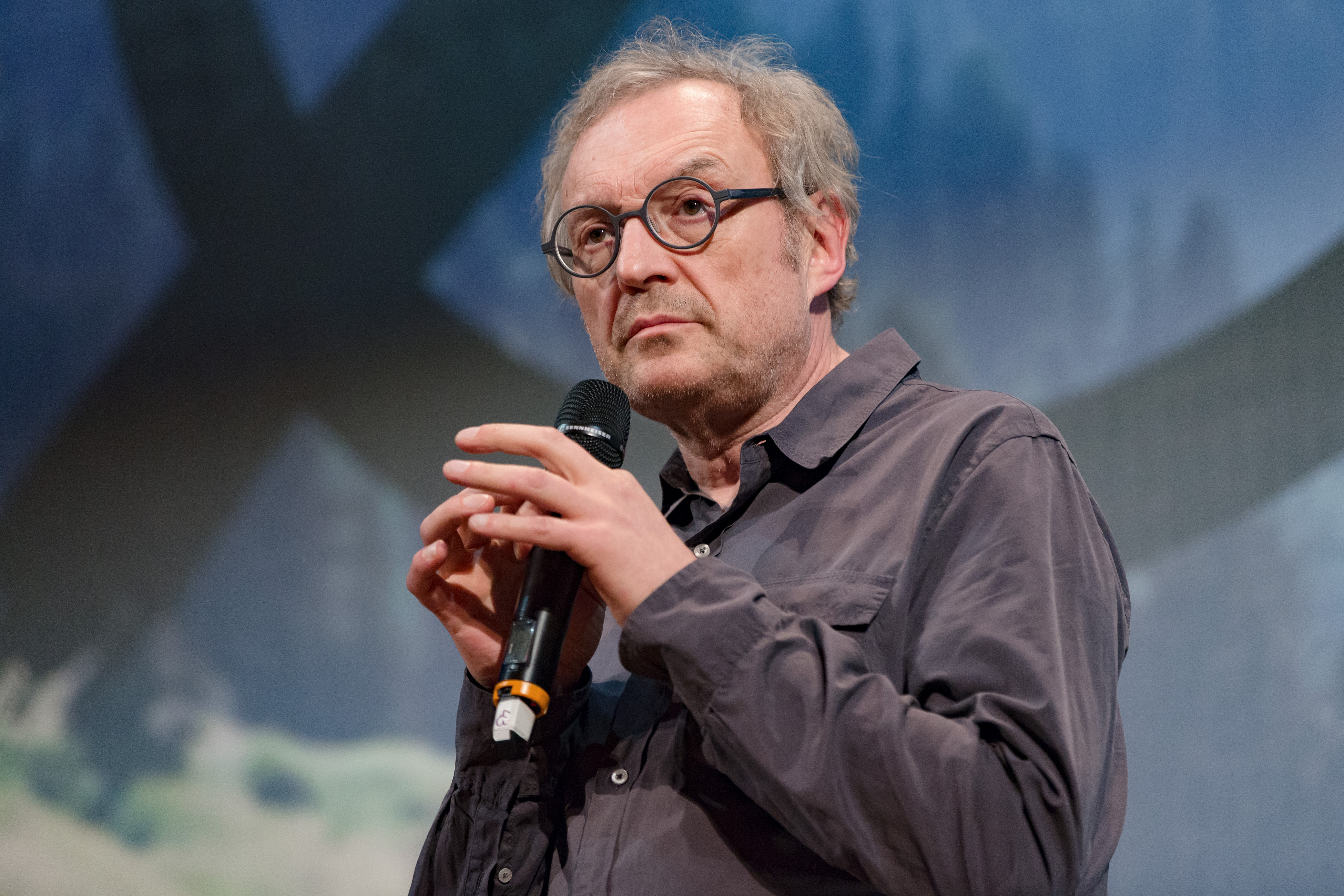
Josef Hader, interprète de Stefan Zweig dans le film de Maria Schrader Stefan Zweig, adieu l'Europe, photographié en 2016, année de sortie du film.

- En 2015, François Busnel et Jean-Pierre Devillers réalisent un film documentaire : Stefan Zweig, histoire d'un Européen (51:30 minutes, Production : Rosebud Productions, Arte France (première diffusion sur Arte le 6 janvier 2016).
- En 2016, l'actrice et réalisatrice allemande Maria Schrader porte à l'écran les six dernières années de Stefan Zweig, ses voyages en Amérique du Nord et du Sud et ses tentatives pour rendre son exil supportable. Cette coproduction internationale allemande, autrichienne et française intitulée Vor der Morgenröte (littéralement : Avant l'aube, titre en français : Stefan Zweig, adieu l'Europe) est interprétée par Josef Hader dans le rôle de Zweig, Barbara Sukowa dans celui de Friderike Zweig, et Aenne Schwarz dans celui de Lotte Zweig.

## Œuvres

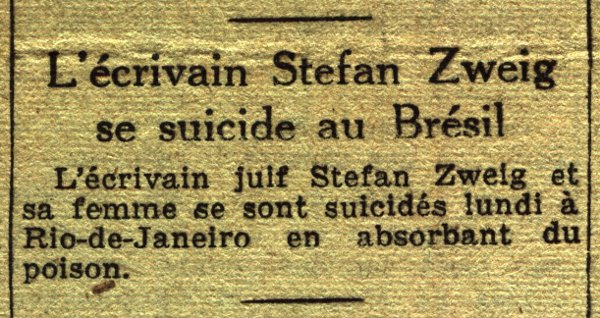
Entrefilet du journal collaborateur Le Petit Parisien du 25 février 1942, où Stefan Zweig est présenté comme un « écrivain juif ». Le lendemain, y figure un article reprenant un discours d'Adolf Hitler expliquant que « Les juifs seront exterminés » (26 février 1942).

Son œuvre, particulièrement éclectique, comporte quelques recueils de poésies, quelques pièces de théâtre (Thersite 1907, Volpone 1927…).
Mais Zweig est surtout connu pour ses nouvelles (Amok publiée en 1922, La Confusion des sentiments paru en 1926, Vingt-quatre Heures de la vie d'une femme publié en 1927), histoires de passion intense pouvant aller parfois jusqu’à la folie. Le Joueur d'échecs a été publié à titre posthume.
Il a écrit de nombreuses biographies (Fouché, Marie Stuart, Magellan, Marie-Antoinette…) d’une grande acuité psychologique et qui comportent une réflexion sur les problèmes de son temps (Érasme 1935). Il travaille durant plus de vingt ans à son recueil de nouvelles Les Très Riches Heures de l'humanité qui retracent les douze événements de l’histoire mondiale les plus marquants à ses yeux. Finalement, Zweig aura écrit quarante-trois récits ou nouvelles et deux romans, dont l'un est resté inachevé.

Il doit également le succès de ses ouvrages à sa maison d'édition allemande Insel fondée en 1901 à Leipzig par Alfred Walter Heymel. Elle a été dirigée de 1905 à 1950 par Anton Kippenberg. Stefan Zweig, dans son livre-témoignage Le Monde d'hier, l'évoque en ces termes : « Mais ce qui fut plus important pour moi, c’est un autre asile que je trouvai en même temps, la maison d’édition qui, trente ans durant, a gardé et fait réussir toute mon œuvre. Un tel choix est décisif dans la vie d’un auteur et je n’en aurais pu faire de plus heureux. »

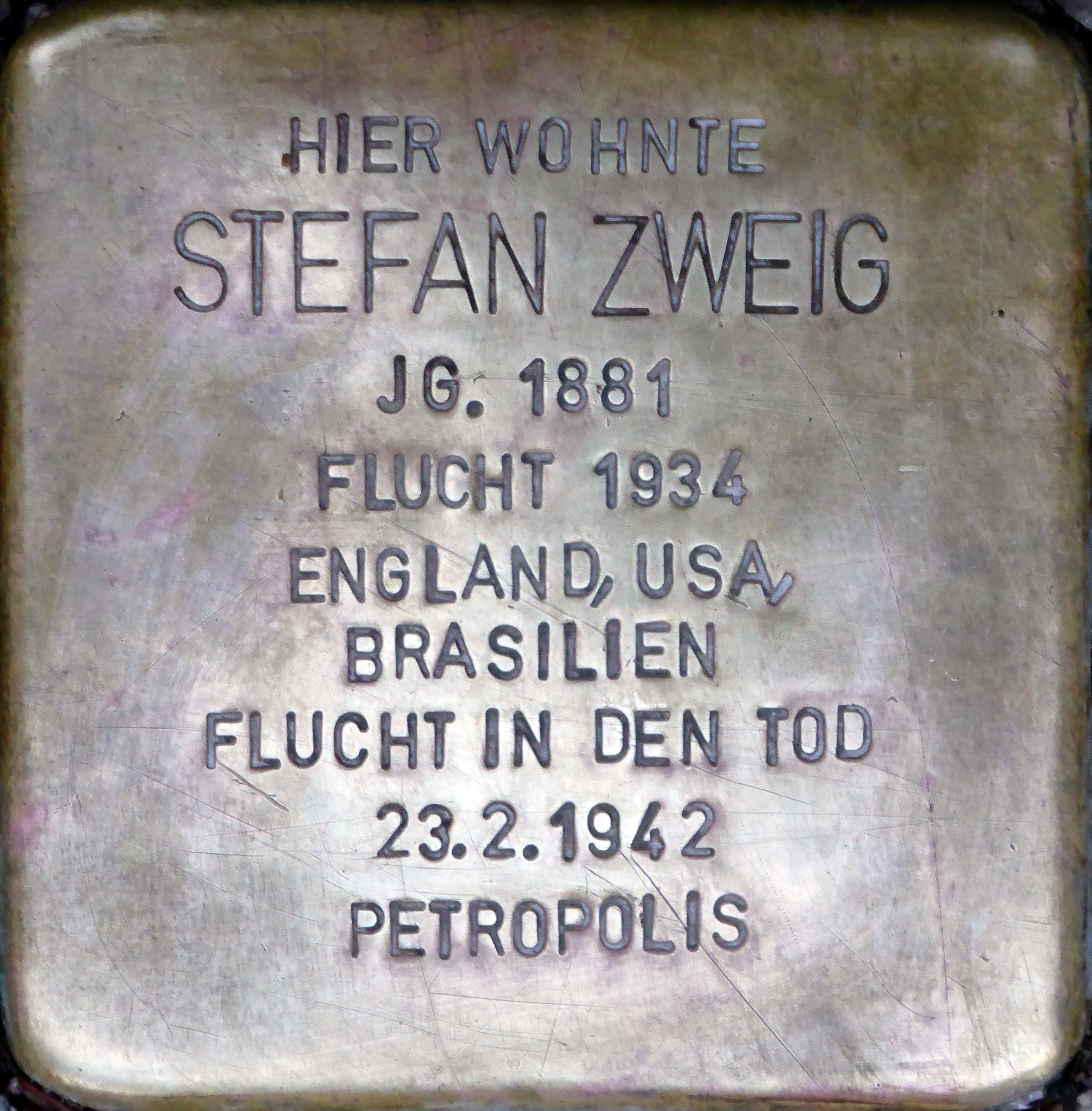
Stolperstein de Stefan Zweig au 5 Kapuzinerberg à Salzbourg (Autriche).

### Livrets d'opéra
- La Femme silencieuse, 1935 (Die schweigsame Frau).

### Poésies
- Cordes d’argent, Berlin, 1901 (Silberne Saiten).
- Les Couronnes précoces[23], 1906 (Die frühen Kränze).
- La Vie d'un poète : Poèmes et écrits sur la poésie, inédit en français, traduction complète des poèmes et écrits sur la poésie de Zweig, édition bilingue, traduit de l'all. par Marie-Thérèse Kieffer, préface de Gérard Pfister, Éditions Arfuyen, Paris, 2021, 186 pages,  (ISBN 978-2-8459-0313-5).

### Romans et nouvelles
- Rêves oubliés (Vergessene Träume, nouvelle publiée en 1900 dans le Berliner Illustrierte Zeitung).
- Dans la neige (Im Schnee), 1901.
- Une jeunesse gâchée, 1901.
- Printemps au Prater (Praterfrühling, nouvelle publiée à l’automne 1900 dans une revue littéraire mensuelle).
- L'Étoile au-dessus de la forêt (Der Stern über dem Walde, écrit v. 1903).
- Les Prodiges de la vie (Die Wunder des Lebens, 1904, tr. fr. 1990).
- L'Amour d'Erika Ewald (Die Liebe der Erika Ewald, 1904, tr. fr. 1990). Belfond/ Le livre de poche.
- La Marche (Die Wanderung, 1904).
- La Scarlatine (Scharlach, nouvelle publiée en mai-juin 1908).
- Première épreuve de vie. Quatre histoires du pays des enfants (Erstes Erlebnis. Vier Geschichten aus Kinderland, 1911) : Conte crépusculaire (Geschichte in der Dämmerung, tr. fr. 1931), La Gouvernante (Die Gouvernante, tr. fr. 1931), Brûlant secret (Brennendes Geheimnis, tr. fr. 1945) et Le Jeu dangereux (Sommernovelette, tr. fr. 1931).
- Amok ou le Fou de Malaisie, recueil qui, dans sa version originelle de 1922, Amok - Novellen einer Leidenschaft (Nouvelles d’une mauvaise passion), incluait, outre la nouvelle Der Amokläufer (tr. fr. 1927 Amok ou le Fou de Malaisie), quatre autres nouvelles dont Die Frau und die Landschaft (tr. fr. 1935 La Femme et le Paysage), Phantastische Nacht (tr. fr. 1945 La Nuit fantastique. Notes posthumes du baron de R…), Die Mondschein Gasse (tr. fr. 1961 La Ruelle au clair de lune) et Brief einer Unbekannten (tr. fr. 1927 Lettre d'une inconnue).
- La Confusion des sentiments, recueil qui, dans sa version originelle de 1927, Verwirrung der Gefühle - Drei Novellen, incluait, outre la nouvelle du même titre (sous-titrée Notes intimes du professeur R de D, tr. fr. 1948), Vingt-quatre Heures de la vie d'une femme (Vierundzwanzig Stunden aus dem Leben einer Frau, tr. fr. 1929, révisée 1980), et Destruction d’un cœur (Untergang eines Herzens, tr. fr. 1931).
- Vingt-quatre heures de la vie d'une femme, 1927.
- Un mariage à Lyon, recueil (1992) incluant, outre la nouvelle du même titre (Die Hochzeit von Lyon, publ. 8.1927), les nouvelles : Dans la neige (Im Schnee, publ. 8.1901, tr. fr. 1904 et 1992) ; La Croix (Das Kreuz, publ. 1.1906, tr. fr. 1992); Histoire d’une déchéance (Geschichte eines Untergangs, publ. 9.1910, tr. fr. 1992) ; La légende de la troisième colombe (Die Legende der dritten Taube, publ. 12.1916, tr. fr. 1992) ; Au bord du lac Léman (Episode am Genfer See, publ. 1919, tr. fr. 1992 ; La Contrainte (Der Zwang, écrit en 1916, publ. 1929, tr. fr. 1992). Belfond/Le livre de poche
- La Peur, recueil (Angst, publié en 1925, tr. fr. 1935) incluant, outre la nouvelle du même titre (Angst, publiée en 1910) : Révélation inattendue d'un métier (Unerwartete Bekanntschaft mit einem Handwerk), Leporella (id.), Le Bouquiniste Mendel (Buchmendel) et La Collection invisible - Un épisode de l’inflation en Allemagne (Die unsichtbare Sammlung - Eine Episode aus der deutschen Inflation), ainsi que, dans la v. fr., La femme et le paysage (tr. fr. 1935, Die Frau und die Landschaft, originellement publiée en 1922 dans le recueil Amok - Novellen einer Leidenschaft).
- Le Voyage dans le passé (Die Reise in die Vergangenheit / Widerstand der Wirklichkeit, 1re publication partielle 1929, v. complète publiée en 1976, tr. fr. 2008).
- Le Jeu dangereux, 1931.
- Le Chandelier enterré, recueil (1937) incluant, outre la nouvelle du même titre (Der begrabene Leuchter, 1937, tr. fr. 1937), Rachel contre Dieu (Rahel rechtet mit Gott, 1928, tr. fr. 1937) et Virata (Les yeux du frère éternel. Une légende -- Die Augen des ewigen Bruders. Eine Legende, 1922, tr. fr 1927 initialement publiée en 1927 dans le recueil Amok ou le fou de Malaisie (3 nouvelles) de 1927).
- Un soupçon légitime (War er es, nouvelle probablement écrite entre 1935 et 1940, première publication 1987, tr. fr. 2009).
- Les Deux Jumelles. Conte drolatique (Die gleich-ungleichen Schwestern, nouvelle publ. 1936 in recueil Kaleidoscop).
- La Pitié dangereuse (Ungeduld des Herzens, 1939, tr. fr. 1939) - roman, le seul (au sens de la taille de l’œuvre) que l’auteur ait achevé.
- Le Joueur d'échecs (Schachnovelle, nouvelle écrite par l’auteur durant les quatre derniers mois de sa vie, de novembre 1941 à février 1942, publ. 1943 ; tr. fr. 1944, rév. 1981).
- Un homme qu'on n'oublie pas (Ein Mensch, den man nicht vergisst, nouvelle, publ. posth. 1948, tr. fr. 1990).
- Wondrak (nouvelles: Wondrak, La scarlatine, Fragment d'une nouvelle, La dette, Un homme qu'on n'oublie pas, Rêves oubliés, Printemps au Prater). Tr. fr. Belfond 1990)/Le livre de poche.
- Ivresse de la métamorphose, roman inachevé (écrit en 1930/1931 et 1938/1939), publié à titre posthume sous le titre original Rausch der Verwandlung (titre emprunté à une phrase du roman, car l’auteur ne lui en avait pas donné) ; en collaboration avec Berthold Viertel, il en fera en 1940 un scénario de film, Das Postfräulein (La demoiselle des postes), qui sera réalisé en 1950 par Wilfried Franz sous le titre Das gestohlene Jahr (L’année volée) ; tr. fr. 1984. En 1989, Édouard Molinaro l'adaptera sous la forme d'une série télévisée en deux parties, avec Niels Arestrup et Evelyne Bouix dans les rôles principaux.
- La Vieille Dette, 1951.
- Clarissa, roman inachevé, retrouvé dans les archives de Zweig en 1981, et portant la mention suivante : « Vu à travers l’expérience d’une femme, le monde entre 1902 et le début de la guerre » - la seconde, en l’occurrence ; tr. fr. 1992.
- La Confusion des sentiments et autres récits. Nouvelles traductions sous la direction de Pierre Deshusses. Robert Laffont, collection Bouquins, 2013  (ISBN 9782221116623)
- Le wagon plombé, Sur Maxime Gorki, Le voyage en Russie, Payot, 170 p., 2017  (ISBN 978-2-22891-768-1).

### Théâtre
- Thersite. Tragédie en trois actes (Tersites. Ein Trauerspiel in drei Aufzügen, 1907)[N 7].
- La Maison au bord de la mer (Das Haus am Meer. Ein Schauspiel in zwei Teilen, 1911).
- Le Comédien métamorphosé. Un divertissement du Rococo allemand (Der verwandelte Komödiant. Ein Spiel aus dem deutschen Rokoko, 1913).
- Jérémie. Drame en neuf tableaux (Jeremias. Eine dramatische Dichtung in neun Bildern, 1916, tr. fr. 2014).
- Légende d’une vie, (Legende eines Lebens. Ein Kammerspiel in drei Aufzügen, 1919, tr. fr. 2011).
- Volpone (Ben Johnson’s Volpone. Eine lieblose Komödie in drei Akten, 1925, adaptation fr. de Jules Romains 1927, tr. de l'éd. orig. 2014).
- L’Agneau du pauvre. Tragicomédie en trois actes (tr. fr. 1930), aussi connu sous le titre Un caprice de Bonaparte. Pièce en trois actes (tr. fr. de Alzir Hella 1952) (Das Lamm des Armen. Tragikomödie in drei Akten, écrite 1929, créée 1930).
- Adam Lux, trad. fr. Michel Tremousa, Publications de l'Université de Rouen, 84 p., 1995  (ISBN 978-2-87775-065-3) ; trad. fr. Olivier Mannoni, préf. Antoine de Baecque, Adam Lux : Dix tableaux de la vie d'un révolutionnaire allemand, Payot, coll. Petite Bibliothèque Payot Classiques, 208 p., 2021  (ISBN 978-2228929301)

### Essais et biographies
- Émile Verhaeren : sa vie, son œuvre (Emile Verhaeren, 1910), tr. fr. 1910.
- Souvenirs sur Émile Verhaeren (Erinnerungen an Emile Verhaeren, 1917), tr. fr. 1931.
- Marceline Desbordes-Valmore : son œuvre (Marceline Desbordes-Valmore - Das Lebensbild einer Dichterin. Mit Übertragungen von Gisela Etzel-Kühn, 1920), tr. fr. 1928.
- Romain Rolland : sa vie, son œuvre (Romain Rolland : der Mann und das Werk, 1921), tr. fr. 1929.
- Trois Maîtres : Balzac, Dickens, Dostoïevski (Drei Meister : Balzac, Dickens, Dostojewski [Die Baumeister der Welt. Versuch einer Typologie des Geistes, Band 1], 1921), tr. fr. 1949 et 1988.
- Le Combat avec le démon : Kleist, Hölderlin, Nietzsche (Der Kampf mit dem Dämon : Hölderlin, Heinrich von Kleist, Friedrich Nietzsche [Die Baumeister der Welt. Versuch einer Typologie des Geistes, Band 2], 1925), tr. fr. 1931.
- Les Très Riches Heures de l'humanité, 1927 (Sternstunden der Menschheit - 14 textes de nature historique, dont les premiers furent publiés en 1927), tr. fr. de 12 textes 1939.
- Trois poètes de leur vie : Stendhal, Casanova, Tolstoï (Drei Dichter ihres Lebens: Casanova, Stendhal, Tolstoi [Die Baumeister der Welt. Versuch einer Typologie des Geistes, Band 3], 1928), tr. fr. 1937.
- Joseph Fouché (Joseph Fouché. Bildnis eines politischen Menschen, 1929), tr. fr. 1930.
- La guérison par l’esprit: Mesmer, Mary Baker-Eddy, Freud (Die Heilung durch den Geist : Franz Anton Mesmer, Mary Baker-Eddy, Sigmund Freud, 1931), tr. fr. 1982.
- Marie-Antoinette (Marie Antoinette, Bildnis eines mittleren Charakters, 1932), tr. fr. 1933.
- Érasme, Grandeur et décadence d’une idée (Triumph und Tragik des Erasmus von Rotterdam, 1934), tr. fr. 1935.
- Marie Stuart (Maria Stuart, 1935), tr. fr. 1936.
- Conscience contre violence ou Castellion contre Calvin (Castellio gegen Calvin, oder Ein Gewissen gegen die Gewalt, 1936), tr. fr. 1936, nouvelle traduction de Alzir Hella, 2010, Le livre de poche  (ISBN 2253153710).
- L'Unité Spirituelle du Monde, 1936
- Magellan (Magellan. Der Mann und seine Tat, 1938), tr. fr. 1938.
- Amerigo : récit d'une erreur historique [« Amerigo, die Geschichte eines historischen Irrtums »] (trad. de l'allemand par Dominique Autrand, écrit en 1941, publ. posth. 1944) (Biographie), Paris, Éditions Belfond, 1992, 89 p., 23 cm (ISBN 2714427944 et 9782714427946, OCLC 26898562, BNF 35495804, SUDOC 002522632, présentation en ligne).
- Le Monde sans sommeil (Die schlaflose Welt), 1990.
- Pays, villes, paysages. Écrits de voyage. Editions Belfond, 1996.
- Voyages. Récits. Editions Belfond, 2000.
- Le Brésil, Terre d’avenir (Brasilien. Ein Land der Zukunft, 1941), tr. fr. 1942.
- Balzac, le roman de sa vie (Balzac. Roman seines Lebens, publ. posth. 1946), tr. fr. 1950.
- Hommes et destins, Belfond, 1999.
- Le Mystère de la création artistique (Das Geheimnis des künstlerischen Schaffens, 1943), tr. fr. 1996.
- Aux Amis de l’étranger (An die Freunde in Fremdland).
- Montaigne. Essai biographique, publ. posthume, tr. fr. 1982.
- Le Monde d'hier. Souvenirs d'un Européen - autobiographie (Die Welt von Gestern - Erinnerungen eines Europäers, 1942, publ. posth. 1944 - traduction nouvelle de Serge Niémetz, éditions Belfond 1993) ; Zweig commença à l’écrire en 1934 ; il posta à l’éditeur le manuscrit, tapé par sa seconde femme, un jour avant leur suicide.
- En cette heure sombre (In dieser dunklen Stunde).
- Paul Verlaine, biographie, Le Livre de Poche, 2017  (ISBN 978-2253183211) [présentation en ligne].
- Le retour de Gustav Mahler (Inédit), traduction de David Sanson, édition et présentation de Bertrand Dermoncourt, Arles, Actes Sud, 64 p., 2015  (ISBN 978-2-330-04804-4)[24]
- Seuls les vivants créent le monde (Inédit. Textes sur la Grande Guerre, 1914-1918), traduction de David Sanson, édition et présentation de Bertrand Dermoncourt, Paris, Robert Laffont, 2018  (ISBN 978-2-221-22150-1).
- La Fuite dans l’immortalité, traduction inédite d'Olivier Mannoni, Paris, Éditions Payot & Rivages, 96 p., 2019 (ISBN 978-2-228-92299-9).
- La Chambre aux secrets (Inédit. Textes sur les écrivains français, 1902-1943), traduction de David Sanson, édition et présentation de Bertrand Dermoncourt, Paris, Robert Laffont, 312 p., 2020  (ISBN 978-2221247051)[25]
- Cicéron, inédit, trad.fr. et préf. Michel Magniez, Éditions Payot & Rivages, 90 p., 2020  (ISBN 978-2743650100).
- L'Uniformisation du monde (trad. par Francis Douville Vigeant, édition bilingue), Paris, Allia, 2021  (ISBN 979-10-304-1340-3)
- Écrits littéraires : d'Homère à Tolstoï - Inédits (1902-1933) (trad. fr. par Brigitte Cain-Hérudent), Paris, Albin Michel, 368 p., 2021,  (ISBN 978-2226440747)
- Vienne, ville de rêves (Inédit), édition et présentation de Bertrand Dermoncourt, trad. de Guillaume Ollendorff et David Sanson, Paris, Bouquins, 432 p., 2021 (ISBN 978-2382920428)[26]
- L'âme humaine (Inédit), contribution de Bertrand Dermoncourt, trad. fr. Guillaume Ollendorff & David Sanson, Paris, Bouquins, coll. Littérature, 288 p., 2022  (ISBN 978-2382922439)
- Mélancolie de l'Europe (Inédit), contribution de Bertrand Dermoncourt, trad. fr. Guillaume Ollendorff & David Sanson, Paris, Plon, coll. Feux Croisés, 270 p., 2024  (ISBN 978-2382924495)

### Correspondance

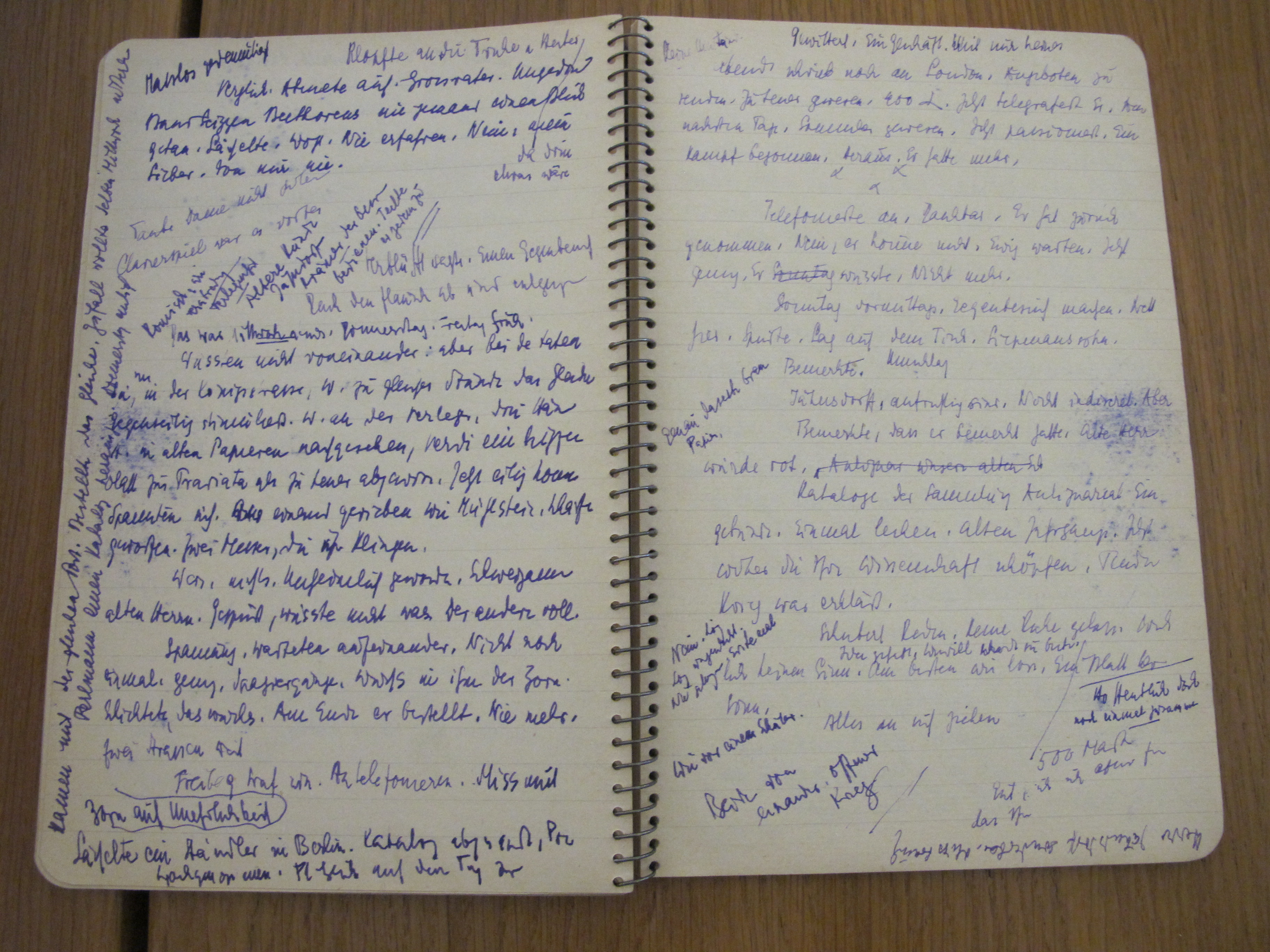
Journal de Stefan Zweig aujourd'hui passé dans la littérature.

- Joseph Roth-Stefan Zweig, Correspondance 1927-1938 (préface, notes et traduction de Pierre Deshusses), Paris, Rivages, 2013  (ISBN 978-2-7436-2594-8).
- Sigmund Freud-Stefan Zweig, Correspondance, Paris, Rivages, 1991.
- Arthur Schnitzler-Stefan Zweig, Correspondance, Paris, Rivages, 1994.
- Richard Strauss-Stefan Zweig, Correspondance 1931-1936, Paris, Flammarion, 1994.
- Friderike Zweig-Stefan Zweig, L’Amour inquiet, Correspondance 1912-1942, Paris, Des Femmes, 1987 ; rééd. Les Belles Lettres, coll. "Domaine étranger", Paris, 450 p., 2022  (ISBN 978-2251453477)
- Romain Rolland-Stefan Zweig, Rencontre 1911.
- Amélie Breton-Stefan Zweig, Lettres 1922.
- Émile Verhaeren-Stefan Zweig, Genève, Labor, 1996.
- Stefan Zweig, Correspondance 1897-1919 (préface, notes et traduction de l’allemand par Isabelle Kalinowski), Paris, Le Livre de Poche, coll. « Biblio » no 3414, 2005  (ISBN 978-2-253-10856-6).
- Stefan Zweig, Correspondance 1920-1931 (préface, notes et traduction de l’allemand par Isabelle Kalinowski), Paris, Le Livre de Poche. coll. « Biblio » no 3415, 2005  (ISBN 978-2-253-10857-3).
- Stefan et Lotte Zweig, Lettres d'Amérique : New York, Argentine, Brésil, 1940-1942 (préface et notes par Darién J. Davis et Oliver Marshall), Paris, Grasset, 2012  (ISBN 978-2-246-78743-3).
- Stefan Zweig-Klaus Mann, Correspondance 1925-1941, Paris, Phébus, 2014.
- Stefan Zweig et Romain Rolland, Correspondance 1910-1919, Paris, Éditions Albin Michel, 2014.
- Stefan Zweig et Romain Rolland, Correspondance 1920-1927, Paris, Éditions Albin Michel, 2015.
- Stefan Zweig et Romain Rolland, Correspondance 1928-1940, Paris, Éditions Albin Michel, 2016.
- (de) Felix Salten - Stefan Zweig, "Ihre Briefe bewahre ich alle" : die Korrespondenz von 1903 bis 1939, Göttingen, Wallstein Verlag, 2023  (ISBN 978-3-8353-5337-4)
- Stefan Zweig, Cosmopolite, (traduction de l'allemand par Frédérique Laurent), Paris, Éditions du Portrait, 2024  (ISBN 9782371200647)

## Adaptations de ses œuvres

### Au cinéma ou à la télévision
Plusieurs œuvres de Zweig ont été adaptées à l'écran :
Par ailleurs, le film The Grand Budapest Hotel de Wes Anderson sorti en 2014 revendique l'œuvre de Zweig comme source d'inspiration, dans le générique de fin.
En 2016, un film, Adieu l'Europe, retrace les dernières années de l'écrivain, en Amérique.

### Au théâtre
Des romans ou nouvelles de Zweig ont aussi été adaptés en pièces de théâtre :